# 續晉陽秋
续晋阳秋是南朝宋檀道鸾編寫的一本記載东晋后期歷史的编年体史书，共二十卷。這本書被視為孙盛《晋阳秋》的續集。該著作從司马奕時期開始記載，一直寫到司马德文時期，時間共橫跨五帝五十五年。唐代以后，這本書就逐漸失傳。目前有三种辑本，一本是《说郛》卷五十九；一本是清朝汤球的辑本一卷；另一本是清朝黄奭的辑本。